# Hjejleselskabet
Hjejleselskabet er et rederi som sejler på Silkeborgsøerne, rederiet er mest kendt for dampskibet Hjejlen som blev bygget i 1861 til sejlads fra Silkeborg. Selskabet sejler fra Silkeborg Havn
Selskabets skibe fører postflag da de sejler post fra Himmelbjerget

## Både
Hjejleselskabet har en flåde på ni både.
Efter Hjejlen fulgte i 1896 dampbåden Ternen, som i 1922-23 blev ombygget til motorbåd. Fra samme værft i Kristianstad kom i 1903 Maagen, (ombygget til motorbåd 1936-37) som vidersolgtes til Ry Turistbåde i 1975. I 1909 kom selskabets største båd Hejren, i 1920 fulgte endvidere den mindste, Falken. I 1947 købtes Tranen og i 1948 Rylen og i 1996 ankom rederiets nyeste, Mågen. Hejren var, ligesom Ternen og Maagen, oprindeligt et dampskib, den rummede indtil 1965 to kulfyrede dampmaskiner. I 2008 overtog Hjejleselskabet, Ry Turistbåde med bådene Turisten (tidligere Maagen) og Viking (bygget 1923).
| Navn            | Bygget | Værft                                                             | Hjejle selskabet | Bemærkning |
| --------------- | ------ | ----------------------------------------------------------------- | ---------------- | --- |
| Hjejlen         | 1861   | Baumgarten & Burmeister, senere Burmeister & Wain                 | 1861             | Kedlen udskiftet i 1900, 1947, 1984 og 2004                                                                       |
| Ternen          | 1896   | Ljunggrens Verkstads Bolag, Kristianstad, Sverige                 | 1896             | Dampmaskine udskiftet i 1922-23                                                                                   |
| Maagen/Turisten | 1903   | Ljunggrens Verkstads Bolag, Kristianstad, Sverige                 | 1903             | Dampmaskine udskiftet 1936-37. Solgt til Ry Turistbåde i 1975, tilbagekøbt 2008, sejler nu under navnet Turisten. |
| Hejren          | 1909   | Københavns Flydedok & Skibsværft                                  | 1909             | Dampmaskiner udskiftet i 1965-66 med 2 stk. dieselmotorer                                                         |
| Falken          | 1909   | Fr. Lürssen Yacht- und Bootswerft, Vegesack, Tyskland             | 1920             | Sejlet 1909-1919 i fart på de tyske Vesterhavsøer                                                                 |
| Tranen          | 1931   | Ukendt værft i Hamburg, ombygget på Aarhus Stålskibsværft 1946-47 | 1947             | Sænket i Hamburg Havn i slutningen af krigen, senere hævet og fragtet til Samsø og herefter til Aarhus            |
| Rylen           | 1948   | Aarhus Stålskibsværft                                             | 1948             | |
| Mågen           | 1996   | Hvide Sande Skibs- & Baadebyggeri                                 | 1996             | |
| Viking          | 1923   | Bådebygger M. Christensen, Silkeborg                              | 2008             | Købt af Ry Turistbåde 2008, rederiets eneste træbåd.                                                              |